# Kärrtorp (tunnelbanestation)
Kärrtorp är en station inom Stockholms tunnelbana i Kärrtorp i Söderort inom Stockholms kommun. Stationen ligger mellan stationerna Bagarmossen och Björkhagen på T-bana 17 längs den gröna linjen.
Tunnelbanestationen öppnades för trafik den 19 november 1958. Det är en ovanjordsstation med en biljetthall med entré från Kärrtorpsplan. Den ligger 5,5 kilometer från Slussen. 
Den konstnärliga utsmyckningen utgörs av konstnären Björn Olséns verk "Ljuslådor med hemliga tecken". Det avtäcktes 1994.

## Bilder

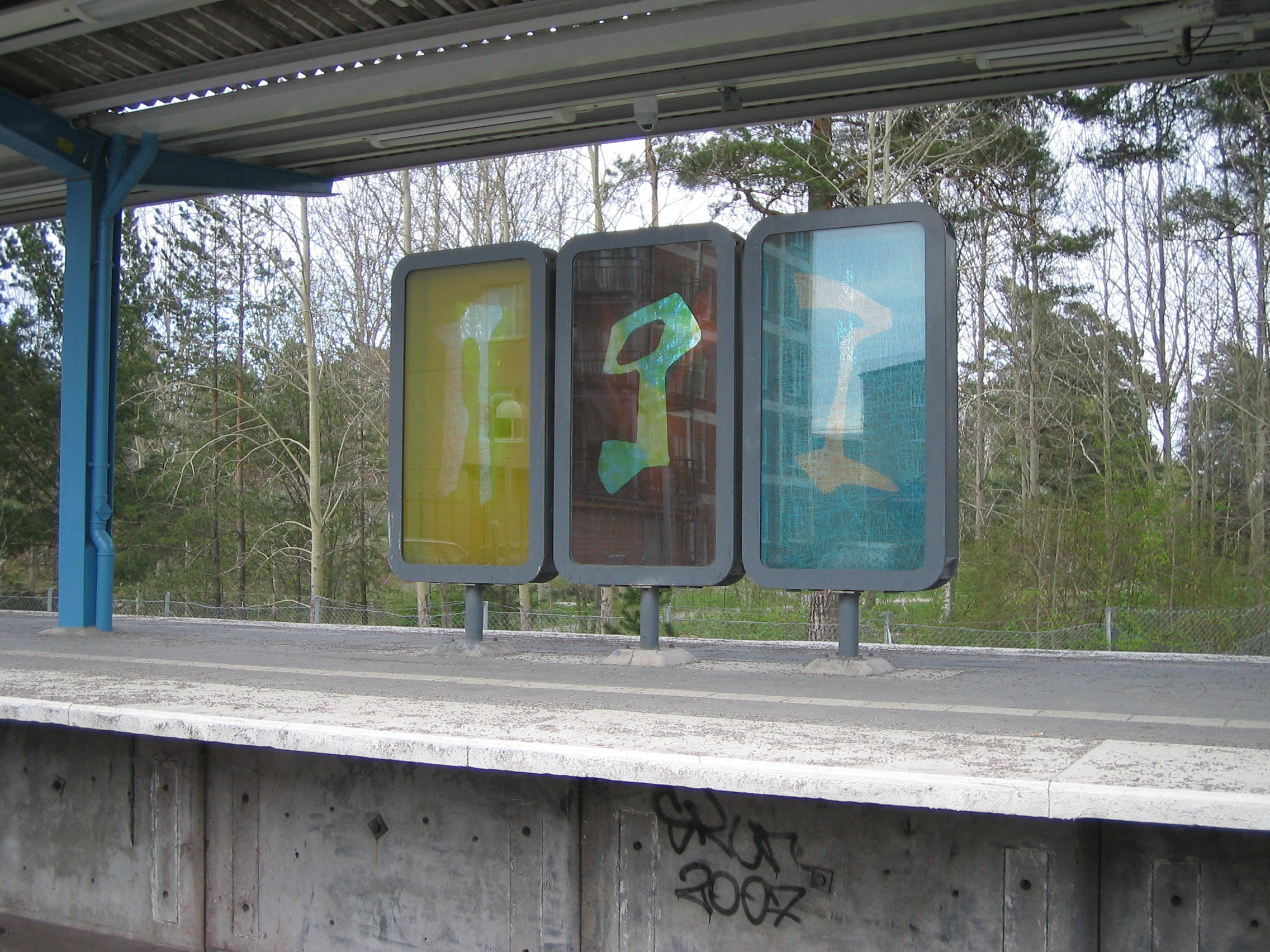
Ljuslådor med hemliga tecken
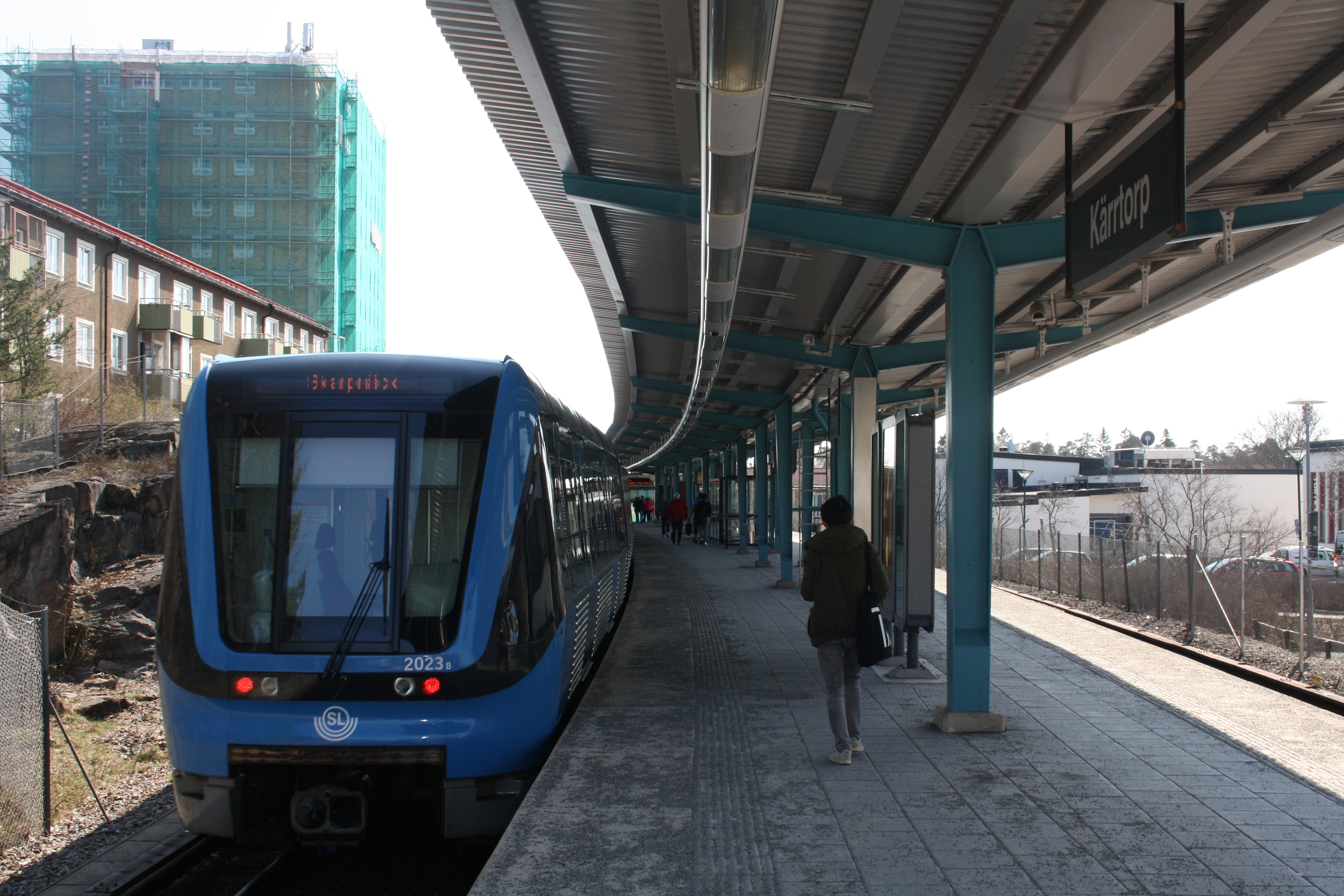
Perrongen
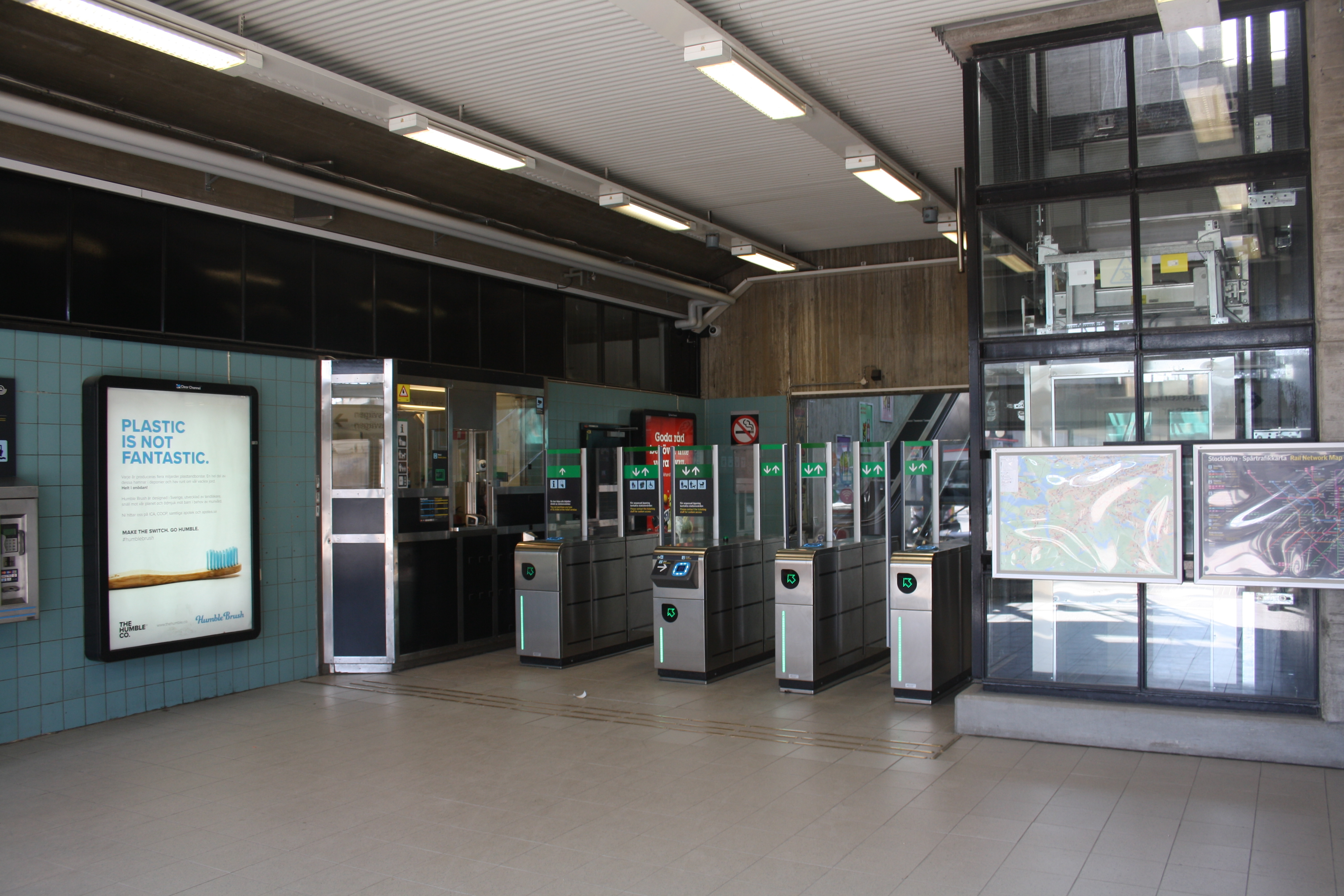
Biljetthallen
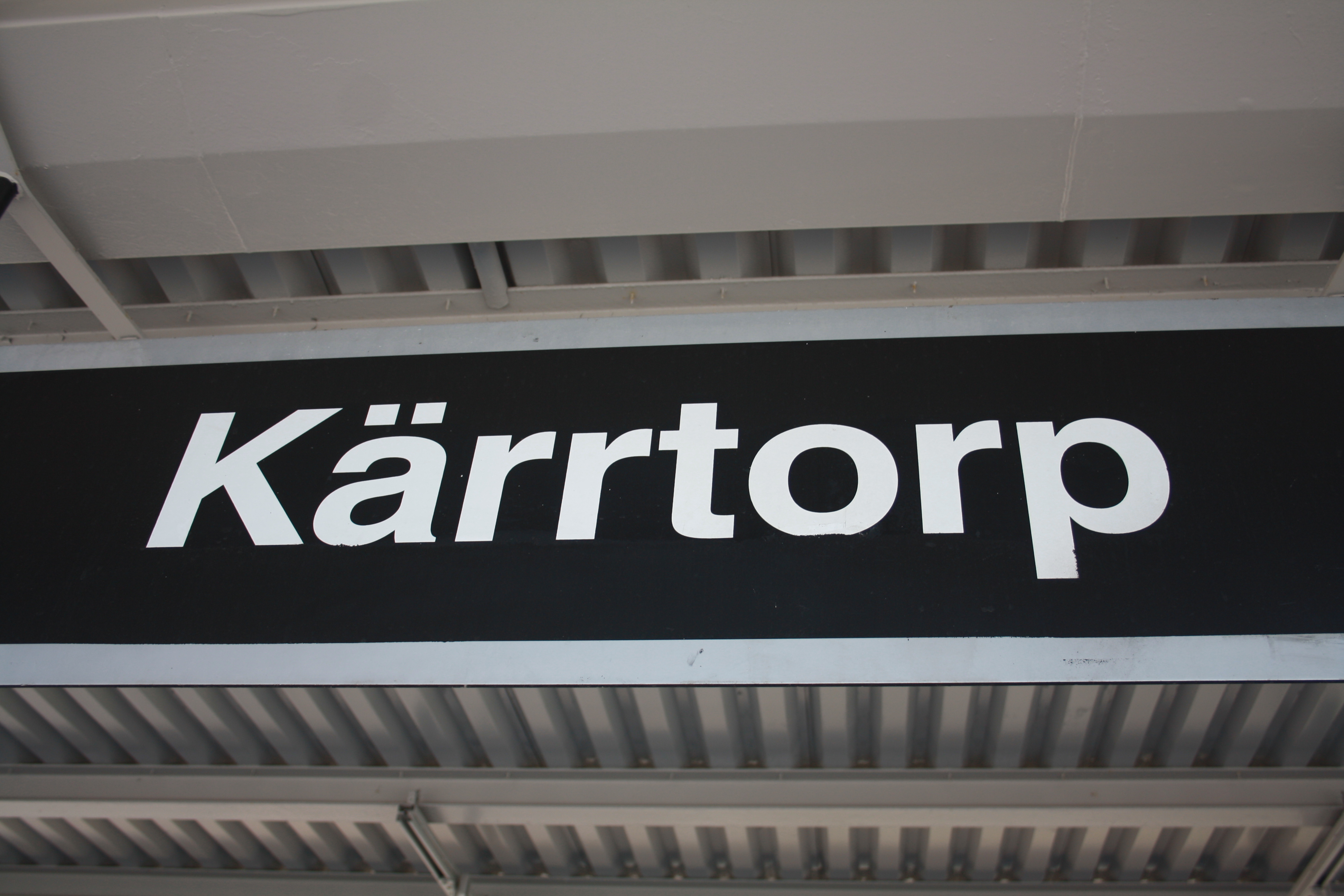
Stationsskylt
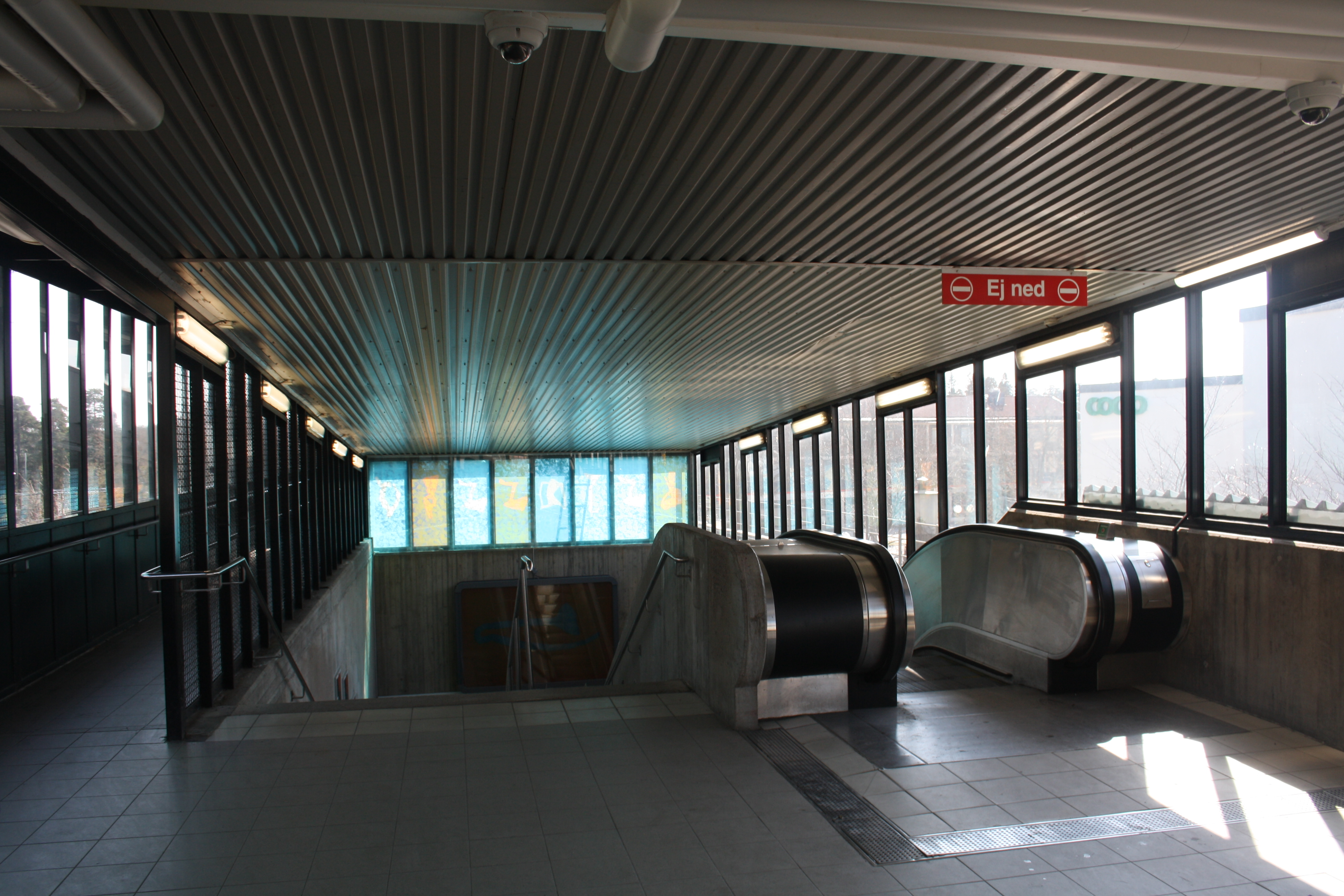
Vänthallen